# Grise des steppes
La grise des steppes est plus un rameau regroupant des races de bovins, qu'une race à part entière.

## Histoire

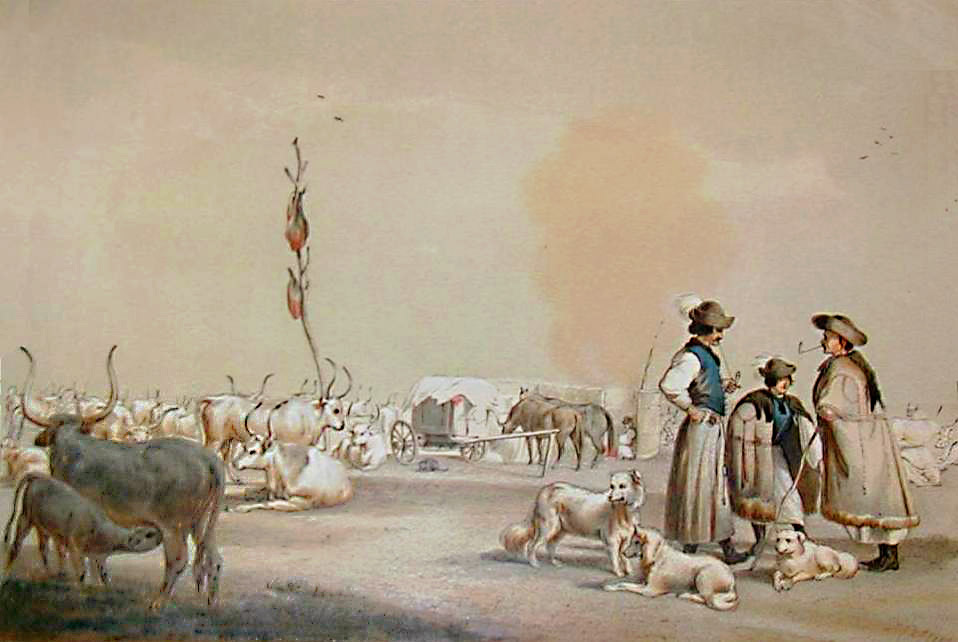
Tableau de Sterio Károly : troupeau de vaches grises à longues cornes.

Cette famille vient des plaines riches d'Ukraine et de Biélorussie. La Podolie, région d'élevage a donné son nom à la race italienne podolica. La variante locale de l'aurochs y a été domestiquée dans l'Antiquité et a servi de bête de somme et de trait lors des grandes invasions aux peuples qui sont passés par cette région : Ostrogoths, Wisigoths, Huns, Magyars…

## Morphologie
Cette famille se reconnait à sa couleur grise, aux nuances plus ou moins foncée. Il y a un dimorphisme sexuel, le taureau étant plus foncé au niveau de la tête et du garrot. Le gris peut être plus ou moins teinté de marron ou froment en fonction des croisements effectués dans les pays d'accueil. Chez les races italiennes, le veau nait couleur froment et devient gris vers 4-6 mois. Les muqueuses sont foncées, voire noires, et les cornes sont souvent longues et hautes: elles sont faciles à lier au joug pour les bêtes de travail.

## Aptitudes
Ce sont généralement des races élevées pour leur viande et leur capacité de travail. Leur production laitière étant souvent réduite à la consommation familiale. Aujourd'hui, la mécanisation leur a laissé la production bouchère. Ce sont des races rustiques, bien adaptées à leur environnement. Elles sont de bonne races allaitantes, souvent croisées avec des races plus productives pour améliorer la conformation de carcasse. Certaines sont cependant menacées, car les éleveurs ayant mis en place ce système de production n'avaient pas prévu le renouvellement des mères.

## Répartition
On retrouve des races qui lui sont apparentées :
- en Italie : toutes les races de type podolica, amenées par les Ostrogoths.
- en France : la Gasconne des Pyrénées et sa cousine, la Mirandaise, probablement amenées par les Wisigoths.

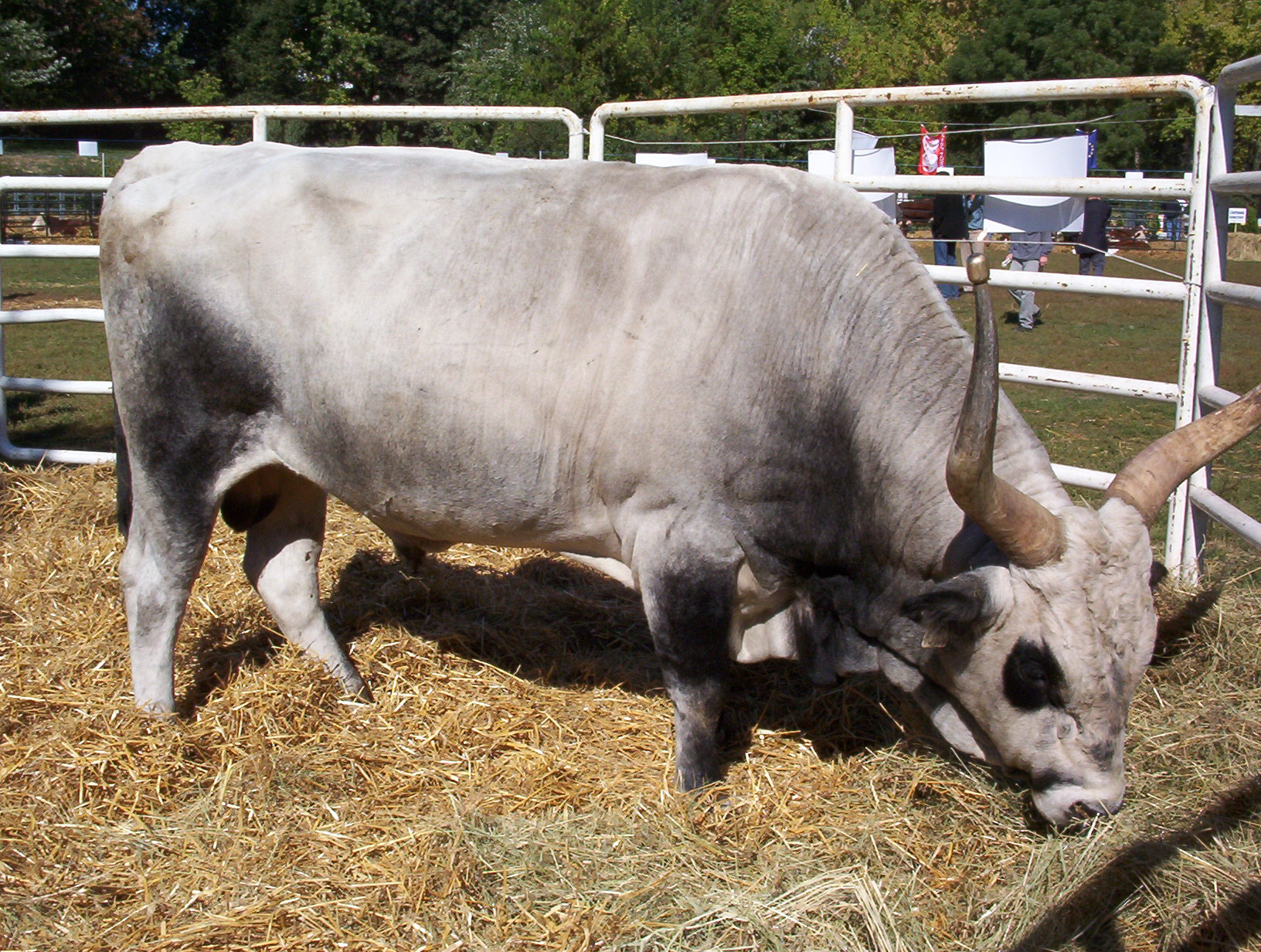
en Europe de l'Est, amenées par les Huns, les Magyars (grise de Hongrie) et par le commerce au Moyen Âge : Gris Ukrainien, ainsi que les Boskarin.
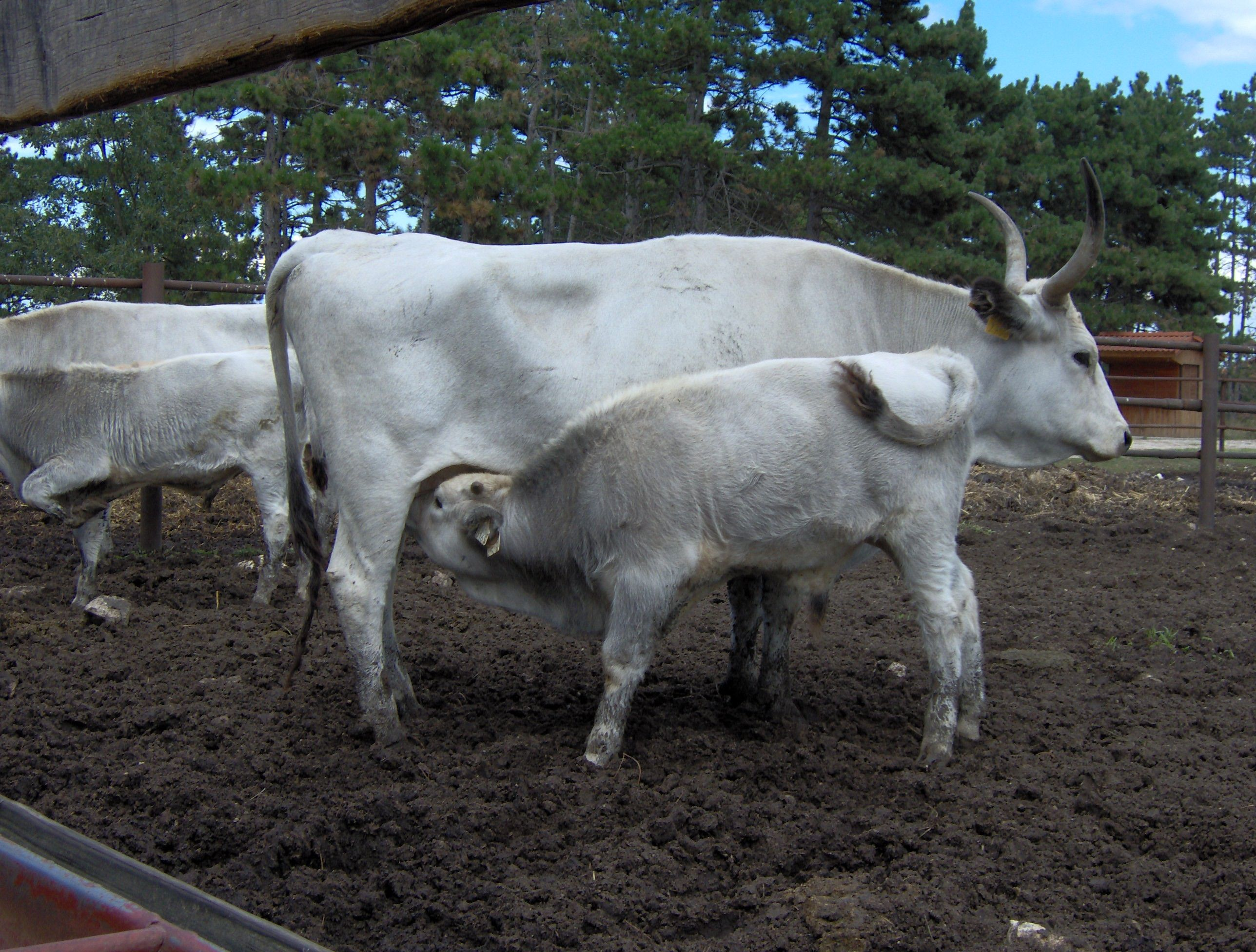
Grise de hongrie allaitante
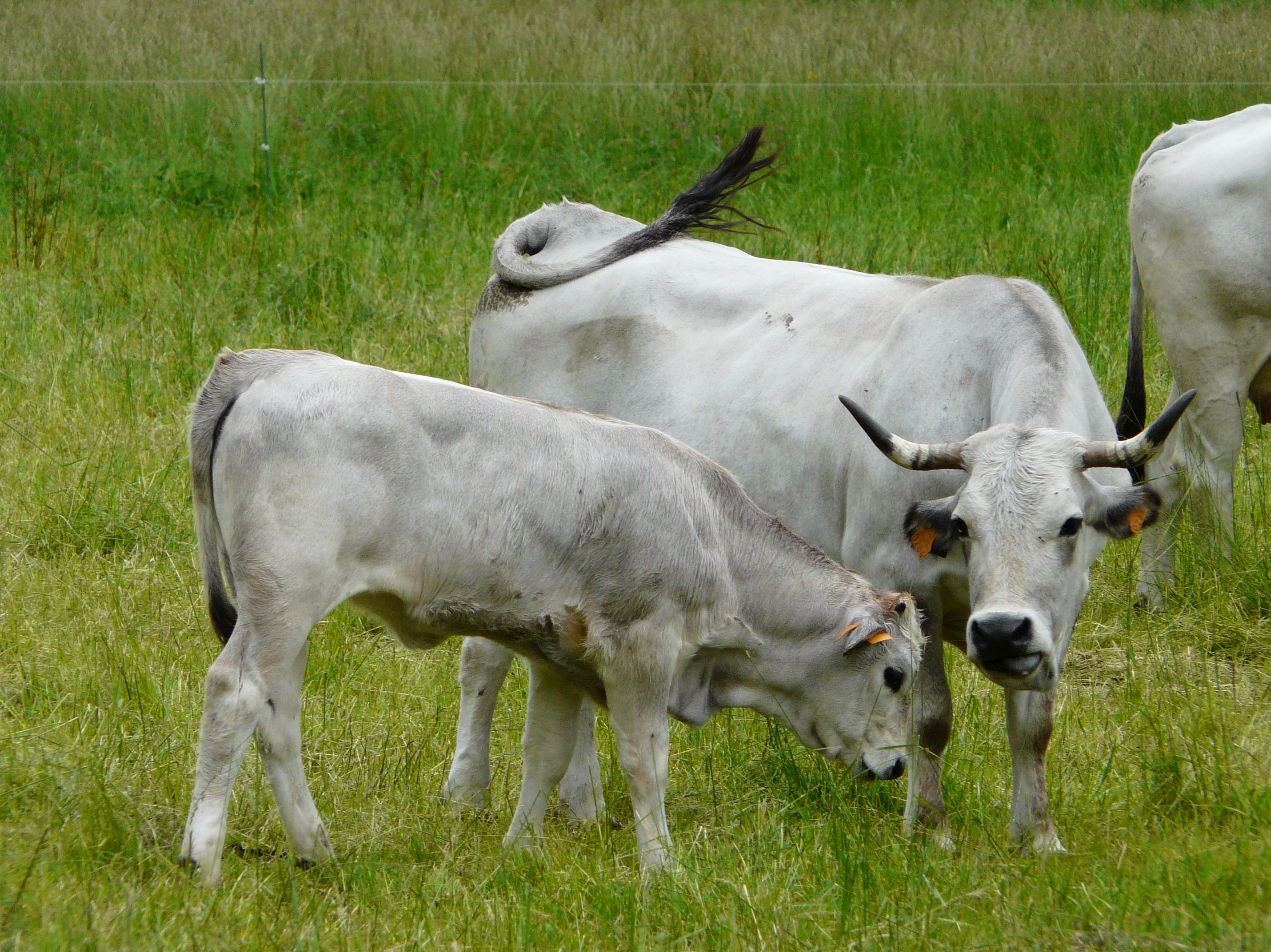
Vache gasconne et son veau.
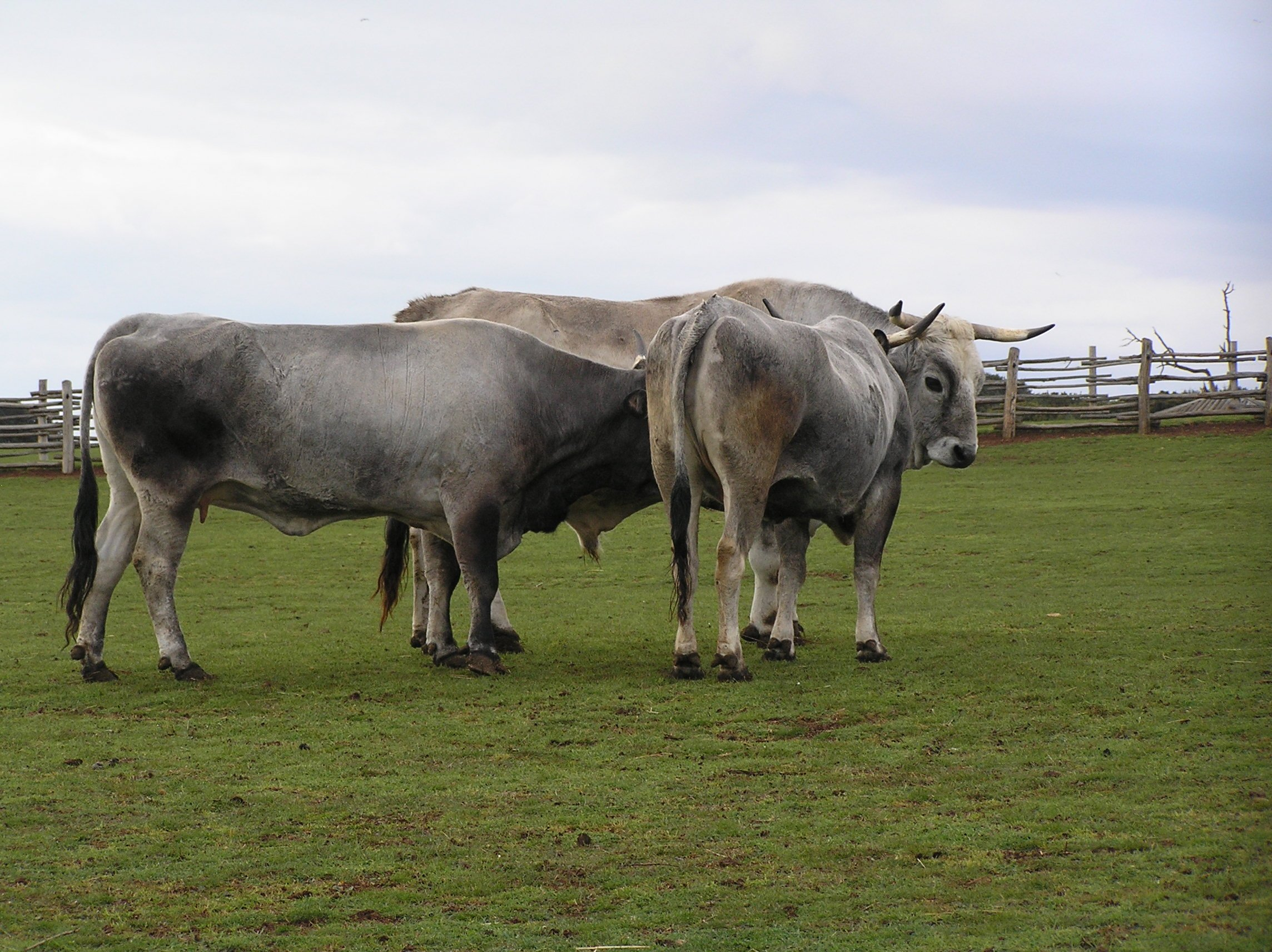
Troupeau de vaches istrianas
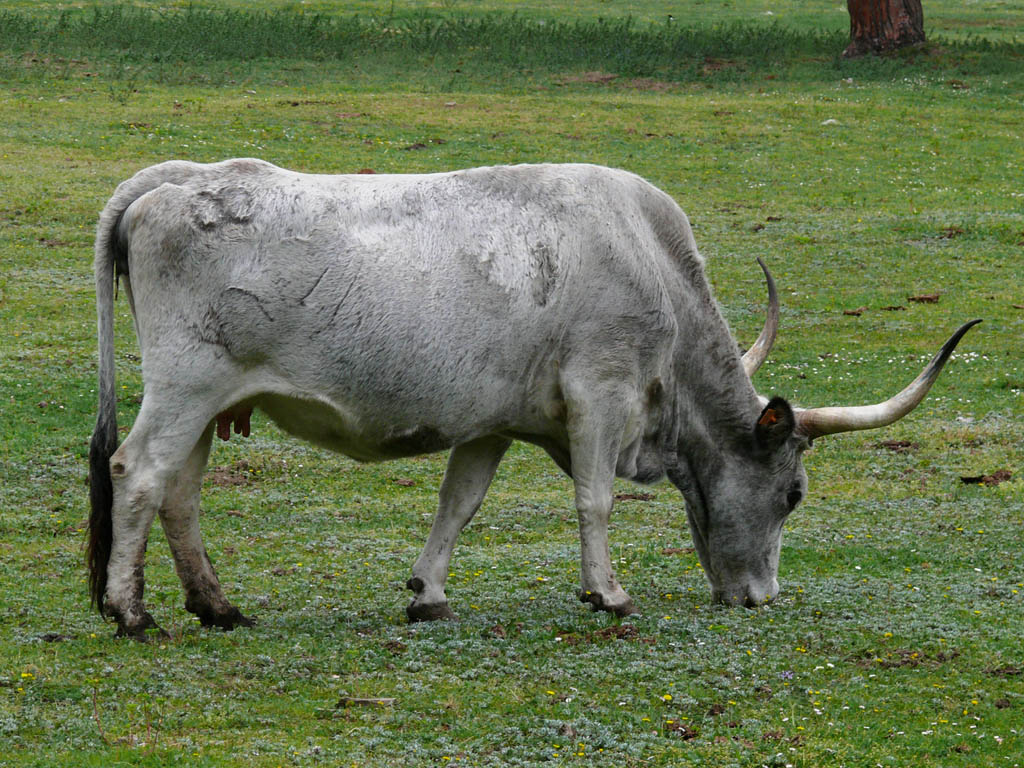
Vache maremmana

## Sources
- Daniel BABO "Races bovines françaises" aux éditions France agricole. (Introduction: les grandes familles bovines en Europe)